# Don Givens
Daniel Joseph "Don" Givens (9 d'agost de 1949) és un exfutbolista irlandès de la dècada de 1970.
Fou 56 cops internacional amb la selecció de la República d'Irlanda. Pel que fa a clubs, defensà els colors de Manchester United, Luton Town, Queens Park Rangers, Birmingham City, AFC Bournemouth, Sheffield United i Neuchâtel Xamax.
Un cop retirat fou entrenador.

## Palmarès
Neuchâtel Xamax
- Lliga suïssa de futbol: 1986-87